# Cheilotrichia (Cheilotrichia) laetipennis
Cheilotrichia (Cheilotrichia) laetipennis is een tweevleugelige uit de familie steltmuggen (Limoniidae). De soort komt voor in het Palearctisch gebied.